# Zgorzelec (district)
Zgorzelec (powiat zgorzelecki) is een Pools district (powiat) in de woiwodschap Neder-Silezië. Het district heeft een oppervlakte van 838,11 km² en telt 92.389 inwoners (2014). 

## Gemeenten
Het district bestaat uit zeven gemeenten, waarvan drie stadsgemeenten, drie stads- en landgemeenten en twee landgemeenten.
Stadsgemeenten:
- Zawidów (Seidenberg)
- Zgorzelec (Görlitz)

Stads- en landgemeenten:
- Bogatynia (Reichenau in Sachsen)
- Pieńsk (Penzig)
- Węgliniec (Kohlfurt)

Landgemeenten
- Sulików (Schönberg/Oberlausitz)
- Zgorzelec (Gemeinde) (Görlitz-Land)

Stadsdistricten:
Wrocław · Jelenia Góra · Legnica · Wałbrzych

Districten:
Bolesławiec · Dzierżoniów · Głogów · Góra · Jawor · Kamienna Góra · Karkonosze · Kłodzko · Legnica · Lubań · Lubin · Lwówek Śląski · Milicz · Oleśnica · Oława · Polkowice · Środa Śląska · Strzelin · Świdnica · Trzebnica · Wałbrzych · Wołów · Wrocław · Ząbkowice Śląskie · Zgorzelec · Złotoryja

Grootste steden:
Bielawa · Bolesławiec · Dzierżoniów · Głogów · Jelenia Góra · Legnica · Lubin · Oleśnica · Świdnica · Wałbrzych · Wrocław · Zgorzelec